# Ghyd-Kermeliss-Holly Olonghot
Ghyd-Kermeliss-Holly Olonghot (ur. 15 marca 1986 w Brazzaville) – lekkoatleta z Kongo, sprinter, którego specjalizacją jest bieg na 100 metrów. Jego rekord życiowy na tym dystansie wynosi 10,81 s. W 2008 r. wystartował w swojej koronnej konkurencji na igrzyskach olimpijskich w Pekinie. Uzyskał wtedy wynik 11,01 s i zajął siódme miejsce w swoim biegu oraz 65. miejsce w klasyfikacji ogólnej.

## Rekordy życiowe
| Dystans       | Wynik (s) | Miejsce     | Data         |
| ------------- | --------- | ----------- | ------------ |
| Bieg na 100 m | 10,81     | Brazzaville | 30 maja 2010 |
| Bieg na 200 m | 22,13     | Brazzaville | 30 maja 2010 |